# Paul P. Momtaz
Paul P. Momtaz é um economista alemão e professor de economia na Goethe University em Frankfurt am Main, onde ocupa a cadeira de Private Equity na House of Finance.

## Operador
Paul Momtaz estudou economia e matemática nas universidades de Hamburgo, Paris, Cambridge e Los Angeles. Ele completou sua habilitação em 2020. No mesmo ano, ele foi listado no ranking WirtschaftsWoche entre os 10% dos economistas de negócios mais orientados para a pesquisa. Paralelamente ao seu percurso académico, trabalhou durante vários anos como consultor de gestão e bancário. Momtaz é co-organizador da Crypto Valley Conference, a maior conferência de tecnologia de criptomoeda e blockchain do mundo.

## Trabalho Selecionado
- Dissanaike G, Drobetz W, Momtaz PP e Rocholl J (2021). A economia da aplicação da lei: evidências quase experimentais da lei de aquisição corporativa.[5] Journal of Corporate Finance, 67, 101849.
- Dissanaike G, Drobetz W e Momtaz PP (2020). Política de concorrência e rentabilidade das aquisições.[6] Journal of Corporate Finance, 62, 101510.
- Drobetz, W. & Momtaz, PP (2020). Regulamentos de aquisição e valor da empresa: novos insights do mercado de fusões e aquisições.[7] Journal of Corporate Finance, 62, 101594.
- Momtaz, P. P. (2021). O preço e o desempenho da criptomoeda.[8] O Jornal Europeu de Finanças, 27 (4-5), 367-380.
- Momtaz, P. P. (2020). Finanças corporativas e risco moral: evidências de ofertas de tokens.[9] Journal of Business Venturing, 106001.
- Fisch, C. & Momtaz, P.P. (2020). Investidores institucionais e desempenho pós-ICO: uma análise empírica dos retornos dos investidores em ofertas iniciais de moedas (ICOs).[10] Journal of Corporate Finance, 64, 101679.
- Momtaz, P. P. (2020). Emoções do CEO e avaliação da empresa em ofertas iniciais de moedas: uma abordagem de inteligência emocional artificial.[11] Revista de Gestão Estratégica.

## Pesquisa atual
- Funciona no SSRN
- Funciona no ResearchGate

## Prêmios
- Top 10% dos economistas de negócios alemães[12]
- Nomeação para o prémio de melhor artigo da Financial Management Association (FMA) 2017
- Nomeado para o Prêmio de Melhor Artigo da Financial Management Association (FMA) em 2020